# گمینا لوین بژسکی
گمینا لوین بژسکی (به لهستانی:  Gmina Lewin Brzeski) یک گمینا در لهستان است که در شهرستان بژگ واقع شده‌است. گمینا لوین بژسکی ۱۵۹٫۷ کیلومتر مربع مساحت و ۱۳٬۵۵۵ نفر جمعیت دارد.